# Triclinium Leoninum
Il Triclinium Leoninum (detto anche Nicchione del Laterano) è un singolare resto di un antico triclinio fatto costruire da papa Leone III, prendendo a modello una sala del palazzo imperiale di Costantinopoli.

## Struttura
La storia legata a questo caratteristico monumento di Roma si fa ricondurre all'epoca di papa Leone III. La parte oggi visibile è infatti l'ultima parte di una stanza per banchetti di rappresentanza che faceva parte del palazzo del pontefice (il Palazzo del Laterano).  Il Liber pontificalis lo descrive come caratterizzato da un'"ampiezza impressionante" e dotato di "un'absibe decorata a mosaico e altre 10 absidi a destra e a sinistra, dipinte con varie rappresentazioni degli Apostoli". Leone III fece inoltre sistemare nel triclinium diversi accubita (divani sui quali ci si stendeva per mangiare) e installare, al centro di tale sala pavimentata con marmi preziosi, una grande fontana di porfido rosso a forma di conchiglia. Del triclinium ci dà anche notizia papa Anastasio III e sappiamo che già papa Leone IV dovette procedere ad un restauro della sala quando essa ancora si trovava integra ed annessa al palazzo.
Caratterizzato da una facciata a polifora, l'ambiente era preceduto da un portico chiuso che si affacciava sul campo lateranense con tre porte, mentre, sulla sinistra, una quarta assicurava il passaggio al palazzo che, come ricorda lo storico cinquecentesco Panvinio, in questo modo poteva essere raggiunto dalla basilica. Il portico era più basso della facciata e questo fu determinante in vista della scelta del sito per la realizzazione della Loggia delle Benedizioni da parte di Bonifacio VIII.
La struttura attuale risale alla fine del Cinquecento quando papa Sisto V diede ordine di demolire il vecchio palazzo del Laterano, preservandone però il Triclinium Leoninum. È possibile che alcune parti dei mosaici originali siano state conservate in un mosaico in tre parti: nel centro Cristo affida agli Apostoli la loro missione, a sinistra consegna le chiavi a san Pietro ed il Labaro a Costantino, mentre sulla destra san Pietro dà la stola a Leone III e le insegne a Carlo Magno. La struttura attuale è frutto dei restauri del 1743 dell'architetto Ferdinando Fuga che hanno portato all'apposizione dello stemma di Benedetto XIV sopra il nicchione.